# Caratê nos Jogos Pan-Americanos de 2015 - Até 60 kg masculino
A categoria até 60 kg masculino foi a mais leve em disputa nas competições do caratê nos Jogos Pan-Americanos de 2015 em Toronto. Foi realizada no Centro Esportivo Mississauga, em Mississauga  no dia 23 de julho.

## Calendário
Horário local (UTC-4).
| Data        | Horário | Fase          |
| ----------- | ------- | ------------- |
| 23 de julho | 15:10   | Primeira fase |
| 23 de julho | 20:25   | Semifinal     |
| 23 de julho | 21:15   | Final         |

## Medalhistas
| Ouro   | BRA Douglas Brose                      |
| Prata  | VEN Jovanni Martínez                   |
| Bronze | COL Andrés Rendón USA Brandis Miyazaki |

## Resultados

### Grupo 1
| Atleta           | Nacionalidade            | J | V | E | D | Pontos | Pontos | Pontos |
| Atleta           | Nacionalidade            | J | V | E | D | PF     | PC     | Dif    |
| ---------------- | ------------------------ | - | - | - | - | ------ | ------ | ------ |
| Jovanni Martínez | VEN Venezuela            | 3 | 3 | 0 | 0 | 14     | 3      | +11    |
| Brandis Miyazaki | USA Estados Unidos       | 3 | 2 | 0 | 1 | 12     | 6      | +6     |
| Leivin Chung     | CAN Canadá               | 3 | 0 | 1 | 2 | 2      | 5      | -3     |
| Norberto Sosa    | DOM República Dominicana | 3 | 0 | 1 | 2 | 1      | 15     | -11    |

|                      | Resultados |                      |
| -------------------- | ---------- | -------------------- |
| CAN Leivin Chung     | 0–2        | USA Brandis Miyazaki |
| DOM Norberto Sosa    | 0–6        | VEN Jovanni Martínez |
| CAN Leivin Chung     | 1–1        | DOM Norberto Sosa    |
| USA Brandis Miyazaki | 2–6        | VEN Jovanni Martínez |
| CAN Leivin Chung     | 1–2        | VEN Jovanni Martínez |
| USA Brandis Miyazaki | 8–0        | DOM Norberto Sosa    |

### Grupo 2
| Atleta              | Nacionalidade | J | V | E | D | Pontos | Pontos | Pontos |
| Atleta              | Nacionalidade | J | V | E | D | PF     | PC     | Dif    |
| ------------------- | ------------- | - | - | - | - | ------ | ------ | ------ |
| Douglas Brose       | BRA Brasil    | 3 | 2 | 1 | 0 | 11     | 0      | +11    |
| Andrés Rendón       | COL Colômbia  | 3 | 2 | 1 | 0 | 4      | 1      | +3     |
| Miguel Soffia       | CHI Chile     | 3 | 1 | 0 | 2 | 4      | 5      | -1     |
| Maximiliano Larrosa | URU Uruguai   | 3 | 0 | 0 | 3 | 0      | 13     | -13    |

|                         | Resultados |                         |
| ----------------------- | ---------- | ----------------------- |
| COL Andrés Rendón       | 2–1        | CHI Miguel Soffia       |
| URU Maximiliano Larrosa | 0–8        | BRA Douglas Brose       |
| COL Andrés Rendón       | 2–0        | URU Maximiliano Larrosa |
| CHI Miguel Soffia       | 0–3        | BRA Douglas Brose       |
| COL Andrés Rendón       | 0–0        | BRA Douglas Brose       |
| CHI Miguel Soffia       | 3–0        | URU Maximiliano Larrosa |

### Final
|  | Semifinal            | Semifinal         |   |  | Final                | Final |  |
|  |                      |                   |   |  |                      |       |  |
|  |                      |                   |   |  |                      |       |  |
|  | VEN Jovanni Martínez | 5                 |   |  |                      |       |  |
|  | COL Andrés Rendón    | 1                 |   |  |                      |       |  |
|  |                      |                   |   |  |                      |       |  |
|  |                      |                   |   |  |                      |       |  |
|  |                      |                   |   |  | VEN Jovanni Martínez | 0     |  |
|  |                      | BRA Douglas Brose | 4 |  |                      |       |  |
|  |                      |                   |   |  |                      |       |  |
|  |                      |                   |   |  |                      |       |  |
|  |                      |                   |   |  |                      |       |  |
|  |                      |                   |   |  |                      |       |  |
|  | USA Brandis Miyazaki | 0                 |   |  |                      |       |  |
|  | BRA Douglas Brose    | 3                 |   |  |                      |       |  |